# Szlamek Szuster
Szlamek Szuster; właściwie Szlama Lejb Szuster (ur. 6 kwietnia 1926 (niektóre źródła jako datę podają 18 września 1926) w Pruszkowie, zm. w 1943) – polski działacz konspiracji żydowskiej w trakcie II wojny światowej, uczestnik powstania w getcie warszawskim.

## Życiorys

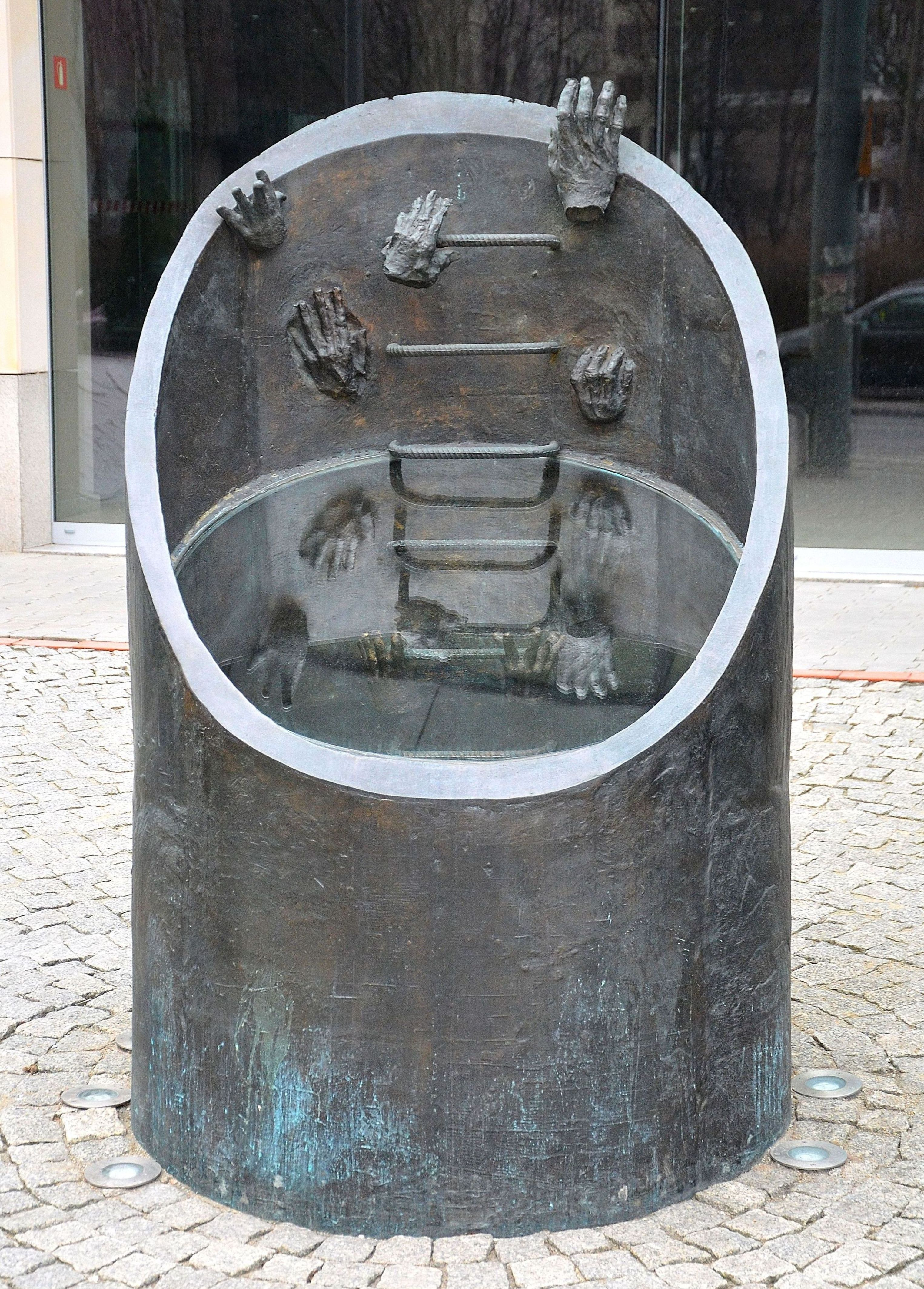
Fragment Pomnika Ewakuacji Bojowników Getta Warszawskiego, na którym został upamiętniony między innymi Szlamek Szuster

Był synem kamasznika Mosze Szustera oraz Bajli. Do szkoły powszechnej uczęszczał w Pruszkowie. W trakcie okupacji niemieckiej przebywał w getcie warszawskim, gdzie trudnił się szmuglem i handlem ulicznym. Przez pewien czas pracował także w kibucu na farmie czerniakowskiej. W trakcie powstania w getcie, należał do grupy bojowej Droru dowodzonej przez Henocha Gutmana, którego zastąpił na stanowisku dowódcy, gdy Gutman został ranny w trakcie walk przy ul. Franciszkańskiej. Zginął w trakcie ewakuacji bojowców przy ul. Prostej w maju 1943 roku, gdy został wysłany po grupy, które pozostały w bocznych kanałach.

## Upamiętnienie
Szlamek Szuster został upamiętniony na jednej z tablic stanowiących część pomnika Ewakuacji Bojowników Getta Warszawskiego przy ul. Prostej w Warszawie.